# 高座の滝
高座の滝（こうざのたき）は、兵庫県芦屋市奥山・兵庫県神戸市東灘区本山町森にある滝。落差は約10m。
高座の滝は、六甲山最高峰や荒地山への登山口に位置している。隣接して旅館芦屋大悲閣や、登山者向け施設 滝の茶屋、六甲山カフェ、公衆トイレなどがある。
かつて、修験道の道場として使われ、現在でも滝の脇に堂宇（灘八十八ヶ所番外五番霊場）が残っている。また、滝に向かって左上の岩壁に登山家藤木九三のレリーフが設置されている。藤木九三は芦屋ロックガーデンの名付け親でもある。

## 交通アクセス
- 阪急電鉄 芦屋川駅より徒歩28分
- 駐車場・駐輪場なし